# Sara Sierra (actriz 1995)
Sara Sierra Serrano (Madrid, 1995), es una actriz, bailarina y modelo española, más conocida por interpretar el papel de Olga Dicenta en la telenovela Acacias 38.

## Biografía
Sara Sierra nació en 1995 en Madrid (España), y además de actuar también se dedica a la danza y el teatro.

## Carrera
Sara Sierra de 2003 a 2012 estudió actuación con Alejandra Zuleta en la Escuela Municipal de teatro de Quijorna. De 2005 a 2012 practicó danza, en las disciplinas de danza del vientre, danza moderna y danza lírica. De 2014 a 2017 siguió un curso regular de actuación en el estudio Juan Codina. En 2015 realizó un curso de estructura dramática con Raquel Pérez.
En 2007 protagonizó la obra de teatro Lágrimas Derramdas dirigida por Alejandra Zuleta. En 2008 hizo su primera aparición como actriz con el papel de Laia en la serie Cazadores de hombres. En el mismo año actuó en las obras Historia del teatro dirigida por Alejandra Zuleta y Rosi Huecas y en Stop Madrid de Eduardo Recabarren dirigida por Alejandra Zuleta.
En 2010 protagonizó la miniserie El pacto y Alfonso, el príncipe maldito. En el mismo año ocupó el papel de Cristina en la serie La pecera de Eva y protagonizó la serie Ángel o demonio. En 2011 protagonizó la obra Woyzeck, versión de Juan Mayorga, dirigida por Gerardo Vera, en el teatro María Guerrero. Al año siguiente, en 2012, interpretó el papel de Celia en la serie Hospital Central.
En 2014 interpretó el papel de Paloma en la película Snowflake dirigida por Rafa Russo. Al año siguiente, en 2015, protagonizó la serie web La casta dirigida por Víctor Tejera. En el 2016 protagonizó la serie Centro médico. En 2017 fue elegida por TVE para interpretar el papel de Olga Dicenta en la telenovela emitida en La 1 Acacias 38 y donde actuó junto a actores como Montserrat Alcoverro, Elena González, Rubén de Eguía y Juan Gareda.

## Filmografía

### Cine
| Año  | Título    | Personaje | Director   |
| ---- | --------- | --------- | ---------- |
| 2014 | Snowflake | Paloma    | Rafa Russo |

### Televisión
| Año  | Título                       | Personaje    | Notas        |
| ---- | ---------------------------- | ------------ | ------------ |
| 2008 | Cazadores de hombres         | Laia         |              |
| 2010 | El pacto                     |              |              |
| 2010 | La pecera de Eva             | Cristina     |              |
| 2010 | Alfonso, el príncipe maldito |              |              |
| 2010 | Ángel o demonio              |              |              |
| 2012 | Hospital Central             | Celia        |              |
| 2016 | Centro médico                |              |              |
| 2017 | Acacias 38                   | Olga Dicenta | 56 episodios |

### Web TV
| Año  | Título   | Director      |
| ---- | -------- | ------------- |
| 2008 | La casta | Víctor Tejera |

## Teatro
| Año  | Título              | Autor                          | Director         | Teatro                |
| ---- | ------------------- | ------------------------------ | ---------------- | --------------------- |
| 2007 | Lágrimas Derramdas  |                                | Alejandra Zuleta |                       |
| 2008 | Historia del teatro | Alejandra Zuleta y Rosi Huecas |                  |                       |
| 2008 | Stop Madrid         | Eduardo Recabarren             | Alejandra Zuleta |                       |
| 2011 | Woyzeck             | Versión de Juan Mayorga        | Gerardo Vera     | Teatro María Guerrero |